# Ministerpräsidentenkonferenz
Die Ministerpräsidentenkonferenz (MPK) ist ein Gremium der Selbstkoordination der 16 deutschen Länder. In ihr werden länderspezifische Themen zwischen den Ministerpräsidenten beraten, gemeinsame Positionen der Länder untereinander abgestimmt und gegenüber der Bundesebene vertreten. Zu den klassischen Aufgaben gehören die Verhandlung und der Abschluss von Staatsverträgen und Abkommen unter den Ländern oder mit dem Bund. Bekannte Beispiele sind der Länderfinanzausgleich oder die Rundfunkstaatsverträge. Da die MPK selbst jedoch kein offizielles Verfassungsorgan ist, sind ihre Sitzungen rein informeller, koordinativer Natur. Ähnliche Gremien gibt es auch auf Ebene der Fachminister (etwa die Kultusministerkonferenz).

## Geschichte

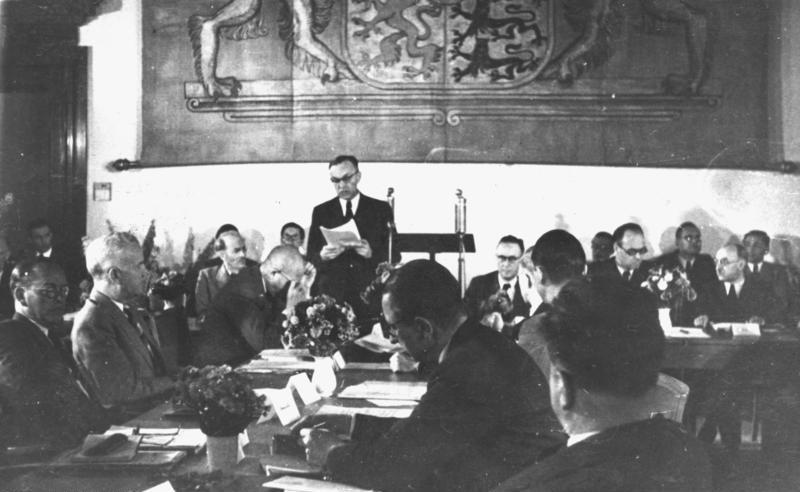
Ministerpräsidententreffen in München im Juni 1947; in der Bildmitte stehend der bayerische Regierungschef Hans Ehard

Das erste Treffen der Ministerpräsidenten aller deutschen Länder nach dem Zweiten Weltkrieg fand Anfang Juni 1947 in München statt. Die Vertreter der Länder Thüringen, Sachsen-Anhalt, Sachsen, Mecklenburg-Vorpommern und der Mark Brandenburg verließen die Konferenz allerdings gleich zu Beginn der Beratungen wieder, weil sie sich nicht mit ihrer Forderung nach der sofortigen Bildung einer deutschen Zentralverwaltung durchsetzen konnten. Die westdeutschen Ministerpräsidenten setzten die Konferenz danach allein fort.

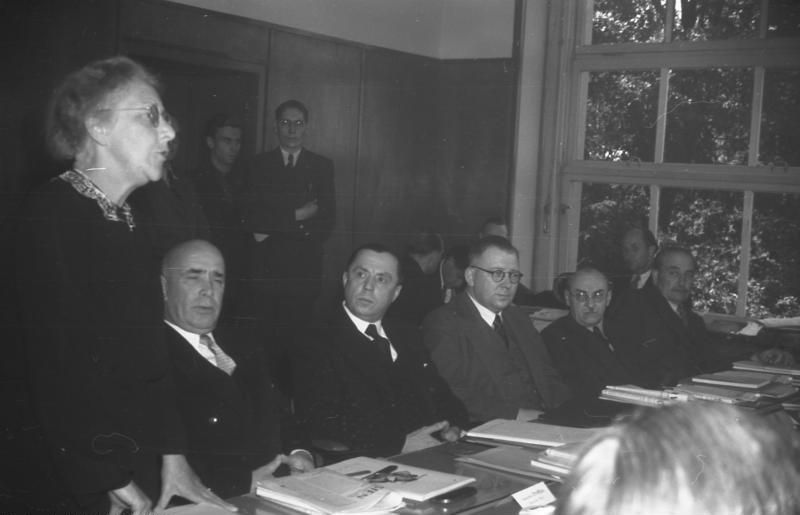
Rittersturz-Konferenz in Koblenz im Juli 1948

Als „eigentliche Geburtsstunde“ der Ministerpräsidentenkonferenz (noch vor Gründung der Bundesrepublik Deutschland) gilt das Treffen der Regierungschefs der Länder der drei westlichen Besatzungszonen vom 8. bis 10. Juli 1948 in Koblenz. Diese als Rittersturz-Konferenz (benannt nach dem Tagungsort Hotel Rittersturz) in die Geschichte eingegangene Tagung beschloss die Einsetzung des Parlamentarischen Rates zur Erarbeitung des Grundgesetzes und ebnete damit den Weg zur Gründung der Bundesrepublik Deutschland.

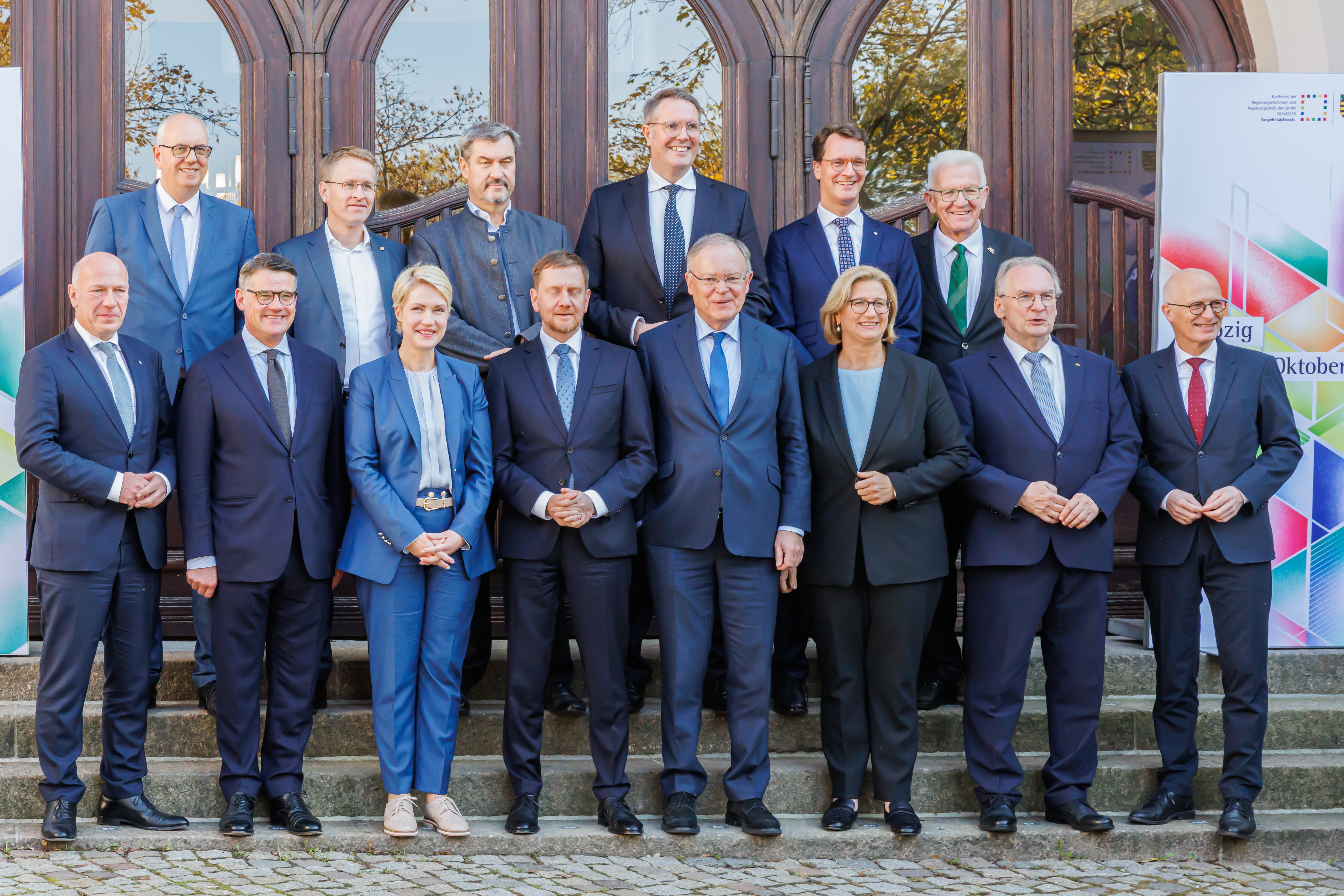
Ministerpräsidentenkonferenz 2024 in Leipzig

Ab 1954 war die Ministerpräsidentenkonferenz eine ständige Einrichtung. Erster MPK-Vorsitzender war der damalige bayerische Ministerpräsident Hans Ehard. Seit der Wiedervereinigung nehmen auch die fünf neuen Länder an der Konferenz teil. Im Herbst 1992 übernahm erstmals ein östliches Land – Sachsen – den Vorsitz.

## Verfassungsrechtliche Grundlage
Die Ministerpräsidentenkonferenz ist im Gegensatz zum Bundesrat kein Verfassungsorgan und auch nicht an der Gesetzgebung des Bundes oder der Länder beteiligt. Deshalb sind ihre Beschlüsse rechtlich nicht bindend und müssen gegebenenfalls erst durch Gesetzgebungsverfahren in den einzelnen Ländern umgesetzt werden.
Grundlage dafür ist der Föderalismus in Deutschland (Artikel 20 Absatz 1 GG), nach dem die Länder eigene Gliedstaaten der Bundesrepublik Deutschland sind. Dadurch kann jedes Land die eigenen Kompetenzfelder eigenverantwortlich gestalten (Art. 30, 70, 83 GG) und dabei mit anderen Ländern zusammenarbeiten.
Um dabei die Kompetenzen des Bundesrats nicht zu beeinträchtigen, hat die Ministerpräsidentenkonferenz am 17. Dezember 1992 beschlossen, dass eine Angelegenheit nicht in einer Minister(präsidenten)konferenz beraten werden darf, wenn sie Gegenstand von Beratungen des Bundesrats ist.

## Organisation und Arbeitsweise
Die Ministerpräsidentenkonferenz findet regelmäßig viermal jährlich statt. Im Sommer und im Dezember kommen die Regierungschefs der Länder im Anschluss an die MPK zu einer Besprechung mit dem Bundeskanzler zusammen. Wenn besonderer Bedarf besteht, finden zusätzliche Sonderkonferenzen statt. Das war bisher beispielsweise bei der Föderalismusreform und dem Länderfinanzausgleich der Fall. Die Ministerpräsidentenkonferenzen werden durch die Leiter der Staats- und Senatskanzleien der Länder in entsprechenden Konferenzen vorbereitet (CdS-Konferenzen). Im Falle der persönlichen Verhinderung des Regierungschefs des Vorsitzlandes an einer MPK übernimmt ein Mitglied der Landesregierung im Ministerrang, in der Regel der Chef der Staats- bzw. Senatskanzlei seine Vertretung.
Themen der Beratungen der vergangenen Jahre waren die Europapolitik, Föderalismusreform, Bund-Länder-Finanzbeziehungen, die Medien- und die Bildungspolitik. Besondere Themen werden in vertraulichen Gesprächsrunden, den sogenannten Kamingesprächen, behandelt. An diesen Gesprächen nehmen nur die Regierungschefs ohne ihre Mitarbeiter teil.
Entscheidungen mussten bis Ende 2004 immer einstimmig gefällt werden. Dieses Konsensprinzip wurde während der Beratungen zur Föderalismusreform gelockert, um die Handlungsfähigkeit der Bundesländer zu stärken. Die Entscheidungen bedürfen seit Ende 2004 nur noch der Zustimmung von mindestens 13 Ländern. Ausnahmen bilden dabei die Geschäftsordnung, haushaltswirksame Angelegenheiten und die Schaffung von Gemeinschaftseinrichtungen. Hier gilt weiterhin das Prinzip der Einstimmigkeit. Die Ministerpräsidenten der A-Länder und die der B-Länder führen in der Regel vor der Konferenz getrennte Vorbesprechungen durch, um die Verhandlungsposition festzulegen.
Die Ministerpräsidentenkonferenz schlägt der Bundesregierung zudem eine Liste von 21 der 24 deutschen Mitglieder (und ebenso viele Stellvertreter) des Europäischen Ausschusses der Regionen vor, die die vollständige Liste gewählter Vertreter dann wiederum dem EU-Ministerrat zu Ernennung für die fünfjährige Amtszeit vorschlägt.

## Vorsitzwechsel
Der Vorsitz der Ministerpräsidentenkonferenz wechselt jährlich nach einer vereinbarten Reihenfolge. Vorsitzender ist der Ministerpräsident des jeweiligen Landes.
Eine gesonderte Regelung betrifft den Ko-Vorsitz als Koordinator und Sprecher der politisch konkurrierenden Ländergruppe (A- und B-Länder) in den traditionell abschließenden Pressekonferenzen der MPK. Falls beim Wechsel des MPK-Vorsitzes ein Übergang vom A-Land auf ein B-Land (oder umgekehrt) erfolgt, bleibt der ausscheidende Ministerpräsident Ko-Vorsitzender seiner Ländergruppe und zwar so lange, bis der MPK-Vorsitz wieder in seine eigene Ländergruppe fällt. So war z. B. MP Klaus Wowereit nach Übergang des MPK-Vorsitzes im Jahre 2005 von Berlin auf Nordrhein-Westfalen für weitere 4 Jahre (Vorsitzführung durch die B-Länder NW, NI, HE, SN) Ko-Vorsitzender der sozialdemokratisch geführten A-Länder, bis er 2009 durch MP Kurt Beck (Rheinland-Pfalz) abgelöst wurde.
Bis zur Wiedervereinigung im Jahre 1990 wechselte der Vorsitz in folgender Reihenfolge zwischen den elf damaligen Ländern:
| Nummer | Bundesland          |
| ------ | ------------------- |
| 01     | Bayern              |
| 02     | Berlin              |
| 03     | Nordrhein-Westfalen |
| 04     | Niedersachsen       |
| 05     | Hessen              |
| 06     | Rheinland-Pfalz     |
| 07     | Schleswig-Holstein  |
| 08     | Baden-Württemberg   |
| 09     | Bremen              |
| 10     | Saarland            |
| 11     | Hamburg             |

Seit 1990 ist die aktuelle Reihenfolge zwischen den 16 Ländern:
| Nummer | Bundesland             |
| ------ | ---------------------- |
| 01     | Niedersachsen          |
| 02     | Hessen                 |
| 03     | Sachsen                |
| 04     | Rheinland-Pfalz        |
| 05     | Sachsen-Anhalt         |
| 06     | Schleswig-Holstein     |
| 07     | Thüringen              |
| 08     | Baden-Württemberg      |
| 09     | Brandenburg            |
| 10     | Bremen                 |
| 11     | Mecklenburg-Vorpommern |
| 12     | Saarland               |
| 13     | Hamburg                |
| 14     | Bayern                 |
| 15     | Berlin                 |
| 16     | Nordrhein-Westfalen    |

Liste der Vorsitzenden
| Name des Vorsitzender  | Name des Vorsitzender               | Partei                 | Bundesland                         | Name des Stellvertreters           | Name des Stellvertreters                                                       | Partei | Bundesland                         | Zeitraum                           |
| ---------------------- | ----------------------------------- | ---------------------- | ---------------------------------- | ---------------------------------- | ------------------------------------------------------------------------------ | ------ | ---------------------------------- | ---------------------------------- |
|                        | Hans Ehard                          | CSU                    | Bayern                             |                                    |                                                                                |        |                                    | 1. Oktober 1954–30. September 1955 |
|                        | Otto Suhr                           | SPD                    | Berlin                             |                                    |                                                                                |        |                                    | 1. Oktober 1955–30. September 1956 |
|                        | …                                   | …                      | …                                  |                                    |                                                                                |        |                                    | …                                  |
|                        | Franz Josef Strauß                  | CSU                    | Bayern                             |                                    |                                                                                |        |                                    | 1. Oktober 1987–30. September 1988 |
|                        | Eberhard Diepgen                    | CDU                    | Berlin                             |                                    |                                                                                |        |                                    | 1. Oktober 1988–16. März 1989      |
|                        | Walter Momper                       | SPD                    | Berlin                             |                                    |                                                                                |        |                                    | 16. März 1989–30. September 1989   |
| Johannes Rau           | SPD                                 | Nordrhein-Westfalen    |                                    |                                    |                                                                                |        | 1. Oktober 1989–30. September 1990 |                                    |
| Gerhard Schröder       | SPD                                 | Niedersachsen          |                                    |                                    |                                                                                |        | 1. Oktober 1990–30. September 1991 |                                    |
| Hans Eichel            | SPD                                 | Hessen                 |                                    |                                    |                                                                                |        | 1. Oktober 1991–30. September 1992 |                                    |
|                        | Kurt Biedenkopf                     | CDU                    | Sachsen                            |                                    | Hans Eichel                                                                    | SPD    | Hessen                             | 1. Oktober 1992–30. September 1993 |
|                        | Rudolf Scharping                    | SPD                    | Rheinland-Pfalz                    |                                    | Kurt Biedenkopf                                                                | CDU    | Sachsen                            | 1. Oktober 1993–30. September 1994 |
| Reinhard Höppner       | SPD                                 | Sachsen-Anhalt         | 1. Oktober 1994–30. September 1995 |                                    | Kurt Biedenkopf                                                                | CDU    | Sachsen                            |                                    |
|                        |                                     | CDU                    | Schleswig-Holstein                 |                                    | Reinhard Höppner                                                               | SPD    | Sachsen-Anhalt                     | 1. Oktober 1995–30. September 1996 |
| Bernhard Vogel         | CDU                                 | Thüringen              | 1. Oktober 1996–30. September 1997 |                                    | Reinhard Höppner                                                               | SPD    | Sachsen-Anhalt                     |                                    |
| Erwin Teufel           | CDU                                 | Baden-Württemberg      | 1. Oktober 1997–30. September 1998 |                                    | Reinhard Höppner                                                               | SPD    | Sachsen-Anhalt                     |                                    |
|                        | Manfred Stolpe                      | SPD                    | Brandenburg                        |                                    | Erwin Teufel                                                                   | CDU    | Baden-Württemberg                  | 1. Oktober 1998–30. September 1999 |
| Henning Scherf         | SPD                                 | Bremen                 | 1. Oktober 1999–30. September 2000 |                                    | Erwin Teufel                                                                   | CDU    | Baden-Württemberg                  |                                    |
| Harald Ringstorff      | SPD                                 | Mecklenburg-Vorpommern | 1. Oktober 2000–30. September 2001 |                                    | Erwin Teufel                                                                   | CDU    | Baden-Württemberg                  |                                    |
|                        | Peter Müller                        | CDU                    | Saarland                           |                                    | Harald Ringstorff                                                              | SPD    | Mecklenburg-Vorpommern             | 1. Oktober 2001–30. September 2002 |
| Ole von Beust          | CDU                                 | Hamburg                | 1. Oktober 2002–30. September 2003 |                                    | Harald Ringstorff                                                              | SPD    | Mecklenburg-Vorpommern             |                                    |
|                        | Edmund Stoiber                      | CSU                    | Bayern                             | 1. Oktober 2003–30. September 2004 | Harald Ringstorff                                                              | SPD    | Mecklenburg-Vorpommern             |                                    |
|                        | Klaus Wowereit                      | SPD                    | Berlin                             |                                    | Edmund Stoiber                                                                 | CSU    | Bayern                             | 1. Oktober 2004–30. September 2005 |
|                        | Jürgen Rüttgers                     | CDU                    | Nordrhein-Westfalen                |                                    | Klaus Wowereit                                                                 | SPD    | Berlin                             | 1. Oktober 2005–30. September 2006 |
| Christian Wulff        | CDU                                 | Niedersachsen          | 1. Oktober 2006–30. September 2007 |                                    | Klaus Wowereit                                                                 | SPD    | Berlin                             |                                    |
| Roland Koch            | CDU                                 | Hessen                 | 1. Oktober 2007–30. September 2008 |                                    | Klaus Wowereit                                                                 | SPD    | Berlin                             |                                    |
| Stanislaw Tillich      | CDU                                 | Sachsen                | 1. Oktober 2008–30. September 2009 |                                    | Klaus Wowereit                                                                 | SPD    | Berlin                             |                                    |
|                        | Kurt Beck                           | SPD                    | Rheinland-Pfalz                    |                                    | Stanislaw Tillich                                                              | CDU    | Sachsen                            | 1. Oktober 2009–30. September 2010 |
|                        | Wolfgang Böhmer                     | CDU                    | Sachsen-Anhalt                     |                                    | Kurt Beck                                                                      | SPD    | Rheinland-Pfalz                    | 1. Oktober 2010–19. April 2011     |
| Reiner Haseloff        | 19. April 2011–30. September 2011   | CDU                    | Sachsen-Anhalt                     |                                    | Kurt Beck                                                                      | SPD    | Rheinland-Pfalz                    |                                    |
| Peter Harry Carstensen | CDU                                 | Schleswig-Holstein     |                                    |                                    |                                                                                |        | 1. Oktober 2011–12. Juni 2012      |                                    |
|                        | Torsten Albig                       | Schleswig-Holstein     | SPD                                |                                    |                                                                                |        |                                    | 12. Juni 2012–30. September 2012   |
|                        | Christine Lieberknecht              | CDU                    | Thüringen                          |                                    | Torsten Albig                                                                  | SPD    | Schleswig-Holstein                 | 1. Oktober 2012–30. September 2013 |
|                        | Winfried Kretschmann                | Grüne                  | Baden-Württemberg                  |                                    | Christine Lieberknecht                                                         | CDU    | Thüringen                          | 1. Oktober 2013–30. September 2014 |
|                        | Dietmar Woidke                      | SPD                    | Brandenburg                        | 1. Oktober 2014–30. September 2015 | Christine Lieberknecht                                                         | CDU    | Thüringen                          |                                    |
| Carsten Sieling        | SPD                                 | Bremen                 | 1. Oktober 2015–30. September 2016 |                                    | Christine Lieberknecht                                                         | CDU    | Thüringen                          |                                    |
| Erwin Sellering        | SPD                                 | Mecklenburg-Vorpommern | 1. Oktober 2016–4. Juli 2017       |                                    | Christine Lieberknecht                                                         | CDU    | Thüringen                          |                                    |
| Manuela Schwesig       | SPD                                 | Mecklenburg-Vorpommern | 4. Juli 2017–30. September 2017    |                                    | Christine Lieberknecht                                                         | CDU    | Thüringen                          |                                    |
|                        | Annegret Kramp-Karrenbauer          | CDU                    | Saarland                           |                                    | Manuela Schwesig                                                               | SPD    | Mecklenburg-Vorpommern             | 1. Oktober 2017–28. Februar 2018   |
| Tobias Hans            | 1. März 2018–30. September 2018     | CDU                    | Saarland                           |                                    | Manuela Schwesig                                                               | SPD    | Mecklenburg-Vorpommern             |                                    |
|                        | Peter Tschentscher                  | SPD                    | Hamburg                            |                                    | Tobias Hans                                                                    | CDU    | Saarland                           | 1. Oktober 2018–30. September 2019 |
|                        | Markus Söder                        | CSU                    | Bayern                             |                                    | Peter Tschentscher                                                             | SPD    | Hamburg                            | 1. Oktober 2019–30. September 2020 |
|                        | Michael Müller                      | SPD                    | Berlin                             |                                    | Markus Söder                                                                   | CSU    | Bayern                             | 1. Oktober 2020–30. September 2021 |
|                        | Armin Laschet                       | CDU                    | Nordrhein-Westfalen                |                                    | Michael Müller (bis 21. Dezember 2021) Franziska Giffey (ab 21. Dezember 2021) | SPD    | Berlin                             | 1. Oktober 2021–25. Oktober 2021   |
| Hendrik Wüst           | 27. Oktober 2021–30. September 2022 | CDU                    | Nordrhein-Westfalen                |                                    | Michael Müller (bis 21. Dezember 2021) Franziska Giffey (ab 21. Dezember 2021) | SPD    | Berlin                             |                                    |
|                        | Stephan Weil                        | SPD                    | Niedersachsen                      |                                    | Hendrik Wüst                                                                   | CDU    | Nordrhein-Westfalen                | 1. Oktober 2022–30. September 2023 |
|                        | Boris Rhein                         | CDU                    | Hessen                             |                                    | Stephan Weil                                                                   | SPD    | Niedersachsen                      | 1. Oktober 2023–30. September 2024 |
|                        | Michael Kretschmer                  | CDU                    | Sachsen                            |                                    | Stephan Weil (bis 20. Mai 2025) Olaf Lies (ab 20. Mai 2025)                    | SPD    | Niedersachsen                      | 1. Oktober 2024–30. September 2025 |